# 山形新聞ニュース
『山形新聞ニュース』（やまがたしんぶんニュース）とは、山形新聞社の協力で配信されている山形県向けのニュース番組である。また、かつて山形放送 (YBC) がテレビ・ラジオ両方で編成していた番組枠で、現在の『YBCニュース』の枠に該当する。そして、エフエム山形 (Boy FM → Rhethm Station) で放送されている『FM山形ニュース』内のローカルニュースの総称にもなっている。

## YBCテレビ版
YBCがテレビ放送を開始した1960年（昭和35年）から1988年（昭和63年）4月2日まで、主に昼・午後（途中まで）・夕方・夜のスポットニュースとして放送。このうち、昼版は『NNN昼のニュース』と『ANNニュースライナー』（1980年（昭和55年）春から1993年（平成5年）春まで）に挟まれるかたちで、夕方版は『NNNニュースフラッシュ』/『NNN JUST NEWS』/『NNN6:30きょうのニュース』（土曜のみ）/『NNNライブオンネットワーク』（同じく土曜のみ）の直後に放送されていた。
テーマ曲はオッフェンバック作曲の『天国と地獄序曲』のイントロとアウトロ。土曜夕方版のみこのテーマ曲が流れず、代わりに「山形新聞ニュース。（スポンサー企業名）の提供でお送りします（お送りしました）」という井原義光と芹川晴夫（ともに当時YBCアナウンサー）によるタイトルコールと提供クレジットのナレーションのみが流れていた。
当時の午後版は『アフタヌーンショー』の前の13:55 - 14:00（1980年3月まで）に、夜版は20:54 - 21:00に『NNNニューススポット』の枠を、主に、極たまに山形県内での重大な緊急臨時ニュース発生した時、あるいは局の編成意向で『NNNニューススポット』を放送しない時などの不定期・イレギュラー差し替え放送時に流れていた。これについては、平日20:54枠時代の『YBCニューススポット』もほとんど同じである。

## YBCラジオ版
YBC開局直後の1953年（昭和28年）10月から1991年（平成3年）3月まで、主にスポット枠を使って放送。当時のローカルワイド番組『さわやかジャーナル』→『山ちゃんの朝らじお』・『ハッピーロード』・『芹川晴夫の土曜生生（いきいき）ランド』→『芹川晴夫の土曜の朝に』→『陣内倫洋の土曜モー!（どよもー!）』&『SATURDAY RADIO HEAVEN 土曜はいっしょに…。』・『ウィークエンドジャック2pm』→『芹川晴夫の晴れ晴れワイド』→『はがちゃんのときめきサタデー』・『オール日産・日曜大作戦』&『日曜名物5時まではるお』→『DONちゃんのラジオマガジン』→『かわのめえりこの元気でドンDONスーパー7』→『秋山裕靖の快汗!ダイナマイト・サンデー』・『YBCニュースワイド 地球列島22時』→『YBCニュースワイド 地球列島7（セブン）』（いずれも終了）内でも1コーナーとして放送されていた。
1991年（平成3年）4月からは『YBCニュース』として、2012年（平成24年）4月からは『YBCニュースライナー』として放送されている。いずれも、YBCラジオで放送中のローカルワイド番組『グッとモーニン!!』・『ミュージックブランチ』・『ラジぱん』・『イブニングスコープ』・『土曜は最高MAX!』・『ウイークエンドスクランブル』・『オーレオーレ!』内へ編入されて放送、あるいは引き続き単独のスポットニュースとして放送されている。

## FM山形版
山形新聞は、1989年（平成元年）のエフエム山形開局時から『FM山形ニュース』内で放送されているローカルニュースの協力も行っている。2015年現在でも「山形新聞ニュース」のタイトルを使用しているのはFM山形のみとなっている。全国ニュースは『朝日新聞ニュース』/『読売新聞ニュース』/『JFNニュース』として放送されている（『朝日新聞ニュース』と『読売新聞ニュース』は自社送出で配信され、『JFNニュース』はジャパンエフエムネットワーク本社（JFNセンター）からの送出で配信）。

## 関連番組
- 山形新聞日曜夕刊 - YBCのテレビ放送開始時から1991年9月28日まで放送。同年10月5日からは『YBC日曜夕刊』が後継番組として放送されている。2015年現在では『YBCニュース』が17時台に、『真相報道 バンキシャ! 県内ニュース』が18時台に放送されている。
- YBC社説放送 - かつては『おはようYBC・けさの主張』や『YBC社説放送・けさの主張』というタイトルで放送されていた山形新聞社協力のニュース解説・論説番組。2015年現在では『news every.』第1部のコーナーを差し替えて放送。
- やまがた東西南北 - 1975年11月からYBCテレビで放送されているローカル情報ミニ番組。